# Hadrolecocatantops uvinza
Hadrolecocatantops uvinza är en insektsart som beskrevs av Nicholas David Jago 1994. Hadrolecocatantops uvinza ingår i släktet Hadrolecocatantops och familjen gräshoppor. Inga underarter finns listade i Catalogue of Life.